# Vicryl

Chemický vzorec PLGA, kde počet jednotek x = kyseliny mléčné, y = kyseliny glykolové

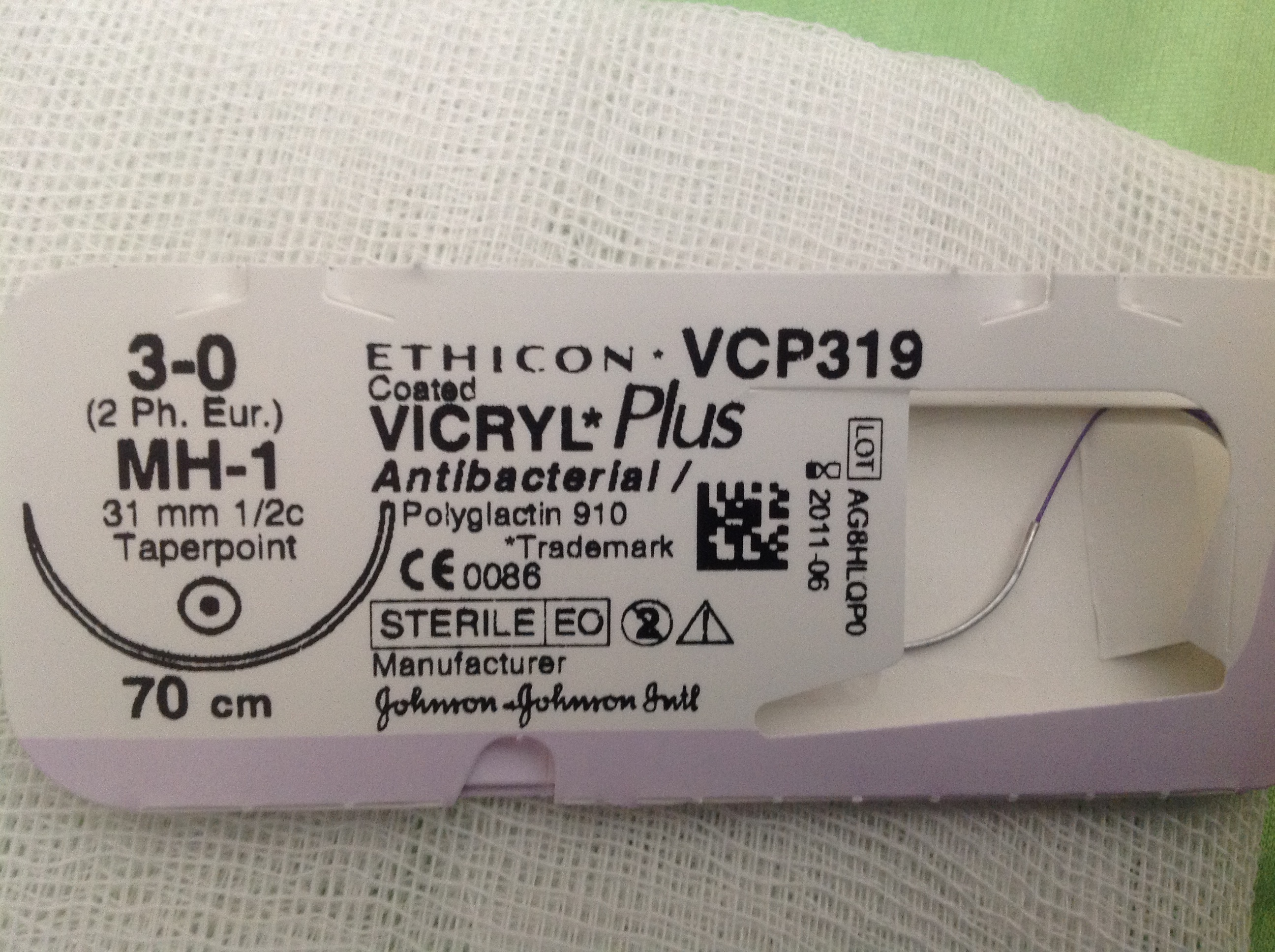
Balíček niti Coated Vicryl Plus s příslušnou jehlou

Vicryl je obchodní značka medicínských textilií firmy Ethicon (dceřiná společnost koncernu Johnson & Johnson). Pod označením Vicryl se prodávají chirurgické šicí nitě a síťoviny ze vstřebatelné látky Polyglactin 910.

## Cirurgické šicí nitě
Ve 3. dekádě 21. století jsou známé tři varianty Vicryl nití:
- Standardní varianta (výroba asi od roku 1974) je kopolymer kyseliny glykolové (90 %) a mléčné (10 %), zkratka PLGA. Nit je spletenec z filamentů z polyglactinu 910 povrstvených polyglactinem 370 a stearátem vápenatým (ke snížení odporu tělesné tkáně a bakteriální adheze). Resorpce niti trvá 40 až 60 dní.

- Asi od roku 1995 je známý Vicryl Rapide, u kterého je polyglactin ozářený paprsky gama. Po této úpravě trvá resopce nití maximálně 42 dní, ozářený materiál je však křehčí.

- Coated Vicryl Plus obsahuje antimikrobiální činidlo triclosan (<150g/m). Chirurgické nitě z tohoto materiálu jsou odolné proti bakteriím. Tato varianta Viacrylu je v prodeji od roku 2003.[2] [3]

### Vlastnosti a použití
Vicryl nit je spletenec z 8 až 16 filamentů s celkovou tloušťkou 0,05 – 0,5 mm, na povrchu nitě je obvykle nanesena mastná aviváž. Nit se prodává v délkách 20-90 cm, cena cca 100 €/90 cm.
Šití je snadné, uzly jsou pevné, poměrně hladké stehy nepoškozují tkáň. Nitě jsou použitelné pro téměř všechny druhy chirurgie, nedoporučuje se šití srdečních, cévních a nervových tkání.
 

## Síťovina
- Síťovina Vicryl se vyrábí z polyglactinu 910 ve formě tkaniny a pleteniny ve standardních velikostech 30x30 a 15x15 cm.

Použití: Např. opravy kýly, rekonstrukce měkkých tkání, uzavření rány
V letech 2011-2017 byla provedena klinická studie s Vicryl síťovinou u 227 pacientek s rakovinou prsu. Výsledek: nízká míra komplikací a úspora nákladů (710 USD za Vicryl 30x30 cm).
- Firma Ethicon dodává také Vicryl síťové vaky ve velikostech např. 26x30 cm a 50x 20,5 cm, alternativně s hustě a řídce vázanými nitěmi.

Použití: např. na obal sleziny nebo jater